# Refugi vell de Colomers
El refugi vell de Colomèrs o Refugi de Colomèrs II és un refugi de muntanya cedit i gestionat per la FEEC que està situat a 2.130 m d'altitud, al costat esquerre (W) del mur de la presa de l'Estanh Major de Colomèrs a l'entrada del Circ de Colomèrs, dins el municipi de Naut Aran, a la comarca de la Vall d'Aran i dins de la zona perifèrica del Parc Nacional d'Aigüestortes i Estany de Sant Maurici. El refugi es troba guardat tot l'any i té una capacitat de 30 places per a dormir.
L'any 2008 va deixar de donar servei un cop finalitzades les obres del nou refugi de Colomers que es troba a uns 300 m cap al sud de l'actual.

## Accés
La localitat més propera és Tredós, des d'on s'accedeix a la Vall d'Aiguamòg i a Es Banhs de Tredòs, on des del 15 de juny i fins al 15 de setembre és obligat deixar el cotxe al pàrquing i continuar a peu.
Des del pàrquing d'Es Banhs de Tredòs, s'accedeix en 1 hora 30 min o 2 hores a peu fins al refugi, tot passant l'àrea recreativa de la Montanhèta (1.860 m) i les Planhòles dera Lòssa (2.045 m). També es pot utilitzar el servei de taxis, els quals ens deixaran a 40 minuts a peu dl refugi.

## Història
El Comitè Català de Refugis de la Federació Catalana de Muntanyisme (FCM), al 1968, va sol·licitar a la Sociedad Productora de Fuerzas Motrices (SPFM) la cessió del refugi propietat d'aquesta empresa ubicat a l'Estanh Major de Colomèrs, però la SPFM no el va cedir. Va ser llavors que, davant la necessitat de tenir un refugi de muntanya al Circ de Colomèrs, es va decidir bastir un refugi de nova planta.
Dos anys més tard, al 1970, el Comitè Català de Refugis de la FCM sol·licita permís per a aixecar un nou refugi, es signa l'acte de reconeixement d'un terreny de 10x15 metres i es comença a construir el nou refugi per una filial constructora de la SPFM. Finalment, el 15 d'octubre de 1972 tingué lloc la inauguració del nou refugi amb una capacitat de 30 places per a dormir. El refugi d'una sola planta de forma rectangular, tenia un sostre a un sol vessant, xemeneia, porta de ferro de dues fulles, tres finestres amb paravents i un porxo a l'entrada de 2x3 metres. L'interior del refugi estava equipat amb llar de foc, taules, cadires i lliteres de tres pisos on hi podien dormir fins a 10 persones per pis amb matalassos de goma escuma.
Entre els anys 1977 i 1979 el refugi va estar guardat durant els mesos d'estiu pels guardes Josep Rojo i Miquel Puig. Posteriorment tornaria a quedar com a refugi lliure (sense guarda) fins que al 1982 van arribar els nous guardes, la Montserrat Barenys i en Josep Baqués. Els nous guardes que trobaren un refugi malmès per les inclemències meteorològiques i la manca de civisme dels usuaris, restauren el petit refugi i el deixen novament funcional i acollidor.
Al setembre d'aquell mateix any 1982 la Federació d'Entitats Excursionistes de Catalunya (FEEC) tornà a intentar la cessió de l'antic xalet dels guardes de les comportes de la presa de l'Estanh Major de Colomèrs propietat de la Sociedad Productora de Fuerzas Motrices (SPFM). Finalment el 9 de maig de 1983 els responsables de la SPFM i el president de la FEEC signen el contracte de cessió de l'antic xalet.
A mig juny es comencen les obres de restauració de l'antic xalet per a reciclar-lo com a refugi de muntanya, i tot i no estar l'edifici totalment condicionat, el 16 d'octubre de 1983 s'inaugurà el nou Refugi de Colomèrs. El refugi de dues plantes amb teulada a dues aigües i amb una capacitat per a 27 places per a dormir, disposava d'una planta baixa amb menjador, estances per al personal de la SPFM i cuina amb aigua corrent per als usuaris i els guardes. El pis superior disposava de tres habitacions de nou places cada una i una altra per als guardes. També disposava d'una emissora d’emergència alimentada per plaques solars i connectada amb el grup de rescat de muntanya dels Pompiers d’Aran.
Posteriorment, en el transcurs dels anys, s'han anat fent modificacions i reformes per a adaptar el refugi i les instal·lacions a les creixents necessitats dels usuaris, millorant els benestar general tant d'aquests com dels guardes. A finals de 1990 la instal·lació d'un petit generador va donar llum i vida a les nits, així com facilitar les feines del dia a dia dels guardes. Ben aviat, al 1991, es modifica la distribució de la part superior, aconseguint algun llit més per a dormir i s'amplia una mica la cuina dels guardes. Uns anys més tard, al 1994, es reforma la teulada i dos anys més tard s'instal·len algunes plaques solars més i un nou acumulador.
Durant la primavera del 2001 la idea de la construcció d'un nou refugi que substitueix l'actual sembla prou avançada i finalment l'any 2008 va deixar de donar servei un cop finalitzades les obres del nou refugi de Colomers que es troba a uns 300 m cap al sud de l'actual.